# هاشم حیدری
هاشم حیدری (زادهٔ ۱ دی ۱۳۴۵)، بازیکن پیشین فوتبال اهل ایران است.
وی همچنین در تیم ملی فوتبال و فوتسال ایران بازی کرده است.
فرزند او پوریا حیدری است. او فارغ التحصیل مقطع کارشناسی ارشد روانشناسی بالینی است و هم اکنون مدیر داخلی کلینیک روان شناسی ایماژ و در همانجا مشغول درمانگری است.